# エリク・トルストベット
エリク・トルストベット（Erik Thorstvedt、1962年10月28日 - ）は、 ノルウェー、スタヴァンゲル出身の元サッカー選手。元ノルウェー代表。ポジションはGK。身長は193cmの長身で、リーチが長く、反射神経にも優れる。ノルウェー史上最高のGKとの呼び声も高い。

## 幼少期
トルストベットは1962年10月28日にノルウェー、スタヴァンゲルで生まれた。彼は父、母と2歳上の兄とマドラで育ち、1979年に地元のクラブ、地域リーグ3部のmadla ILでサッカーを始める。

## クラブ
1980年に地元のビッグクラブバイキングFKによって引き抜かれる。しかしそこでの出番は1度もなく、1882年にEIKトンスベルグに移籍。そこで2シーズンプレーした後、バイキングFKに戻ると、そこでのプレーが国外のクラブからの注目を集め、1985年7月1日にドイツ1部のボルシアMGに移籍。
1986年3月18日、26節SVヴァルトホーフ・マンハイム戦(1-1)でブンデスリーガデビューを果たした。同年4月5日、30節ボルシア・ドルトムント戦(2-1)では、60分にレッドカードを提示され一発退場となった。85-86シーズン、トルストベットは9試合に出場し、チームはリーグ戦で4位の成績を収めた。1986-87シーズンは開幕から3試合連続で出場したが、それ以降はウーヴェ・カンプスにポジションを奪われ、1987年6月30日、スウェーデン1部のIFKヨーテボリに移籍。
引退したトーマス・ヴァーナションの後を継ぐ形で1年プレー、22試合に出場しチームはリーグ戦を2位でシーズンを終えた。シーズンの終わりにトルストベットは、イングランド1部のトッテナム・ホットスパーFCと契約。ヨーテボリに400,000ポンドが支払われ、トルストベットは1988年12月にロンドンに向かった。
当時トッテナムは正GKだったレイ・クレメンスが怪我のため1988年に引退し、GKはボビー・ミムズとピーター・ガスリーの二人しかいなかった。正GKはボビー・ミムズが務めていたが、ミスが多く不安定だった。そのため本当のレイ・クレメンスの後継者となり得るノルウェーの若手GKとの契約にファンは期待した。そしてそのトルストベットのデビューは1989年1月14日21節ホームで迎えたノッティンガム・フォレストFC戦だった。しかしその試合、トルストベットはナイジェル・クラフのミドルシュートを、ほぼ正面であったが止めきれず、失点を許し試合には1-2で敗れてしまった。しかもこの試合はテレビでライブ放送されていたため、トルストベットのミスは多くの人の目に触れることとなり、トルストベットにとっては悪夢のようなデビュー戦となってしまった。そんな悪夢のようなスタートを切りながらも正GKに定着し、1989年2月のサウサンプトンFC戦で初めてのクリーンシートを達成し、ゴール裏のスパーズファンに向かってグローブを投げ、早くもファンとの関係を築いた。88-89シーズンはデビュー戦の21節から最終節まで連続で出場し、トルストベットは18試合で16失点、チームは6位でシーズンを終えた。翌89-90シーズンは34試合に出場、チームは3位という成績を残した。90-91シーズン、リーグ戦は10位という成績だったが、FAカップでは全6試合に出場し、見事に優勝を果たした。91-92シーズンは、UEFAカップウィナーズカップで準々決勝まで進むがフェイエノールトに0-1で敗れ、タイトル獲得はならなかった。その後トルストベットは1996年に背中の怪我を理由に34歳で引退。1994年10月29日12節ウェストハム・ユナイテッドFCを3-1で破った試合が最後の試合となった。

## 代表
1982年から1996年にかけてノルウェー代表として、ノルウェー代表歴代キャップ数4位の97試合に出場。
1982年11月13日、クウェート戦(0-1)で代表デビュー。
1984年のロサンゼルスオリンピックにノルウェー代表として参加。トルストベットはグループリーグのチリ戦(0-0)、フランス戦(1-2)、カタール戦(1-0)の全3試合に出場したが、チームは1勝1敗1引き分けの3位でグループリーグ敗退となった。
1994年ワールドカップ予選にも参加。ノルウェー代表はオランダ、イングランド、ポーランド、トルコ、サンマリノという顔ぶれのグループ2に入った。初戦でサンマリノを10-0で圧倒し、続くオランダ戦では2-1で勝利をおさめ、その後はイングランドを2-0で破るなど好調な戦いで、失点はグループ内最少の5、順位は1位で本大会出場を決めた。ノルウェーが本大会に出場するのは、1938年大会以来、56年ぶり、2回目のことであった。
1994年ワールドカップ本大会ではアイルランド、メキシコ、イタリアという顔ぶれのグループEに入った。ノルウェーはトルストベットに加え、名リベロのルネ・ブラツェット、リヴァプールFCなどで活躍したビョルンビー、マンチェスター・シティで300キャップという記録を持つハーランド、マンチェスター・ユナイテッドなどで活躍したヘニング・ベルグという豪華な守備陣を擁した。トルストベットは全3試合に出場し、メキシコ戦、アイルランド戦でクリーンシートを達成し、失点はイタリア戦でセットプレーからディノ・バッジョに決められた1点のみで、グループ最少だった。ノルウェーはグループリーグを1勝1敗1引き分けの勝ち点4で終えた。しかしグループEは混戦で、4チームが3戦を1勝1敗1引き分けで終え、勝ち点が4、得失点差は0で並ぶという事態になり、得点数で順位を決めることになった結果、ノルウェーの得点はヒェティル・レクダルがメキシコ戦で決めた1点のみで、ノルウェーは最下位に沈み、グループリーグで姿を消した。
1996年3月27日の北アイルランド戦(2-0)が代表最後の試合となった。

## 引退後
TV 2 Sportenでコメンテーターなどとして活動。
2005年にTVNorgeで放送されたリアリティ番組、Heia Tufte!でサッカー経験のない16人のおたくで結成されたTufte ILのコーチを務めた。

## 人物

### 家族
1985年に結婚し、妻との間にアレクサンダーとシャーロット・トルストベット、の2人の子が生まれた。しかし1997年に離婚。
2001年にSiv Bore Thorstvedtと再婚。現在は4児の父となっている。
娘のシャーロット・トルストベットはモデル。息子のクリスティアン・トルストベットは現役ノルウェー代表。

## タイトル

### クラブ
IFKヨーテボリ
アルスヴェンスカン：1987
トッテナム・ホットスパーFC
FAカップ：1991

### 個人
クニクセン賞年間最優秀選手部門:1990
クニクセン賞名誉賞部門:1996